# Uwe Grüning (Schriftsteller)

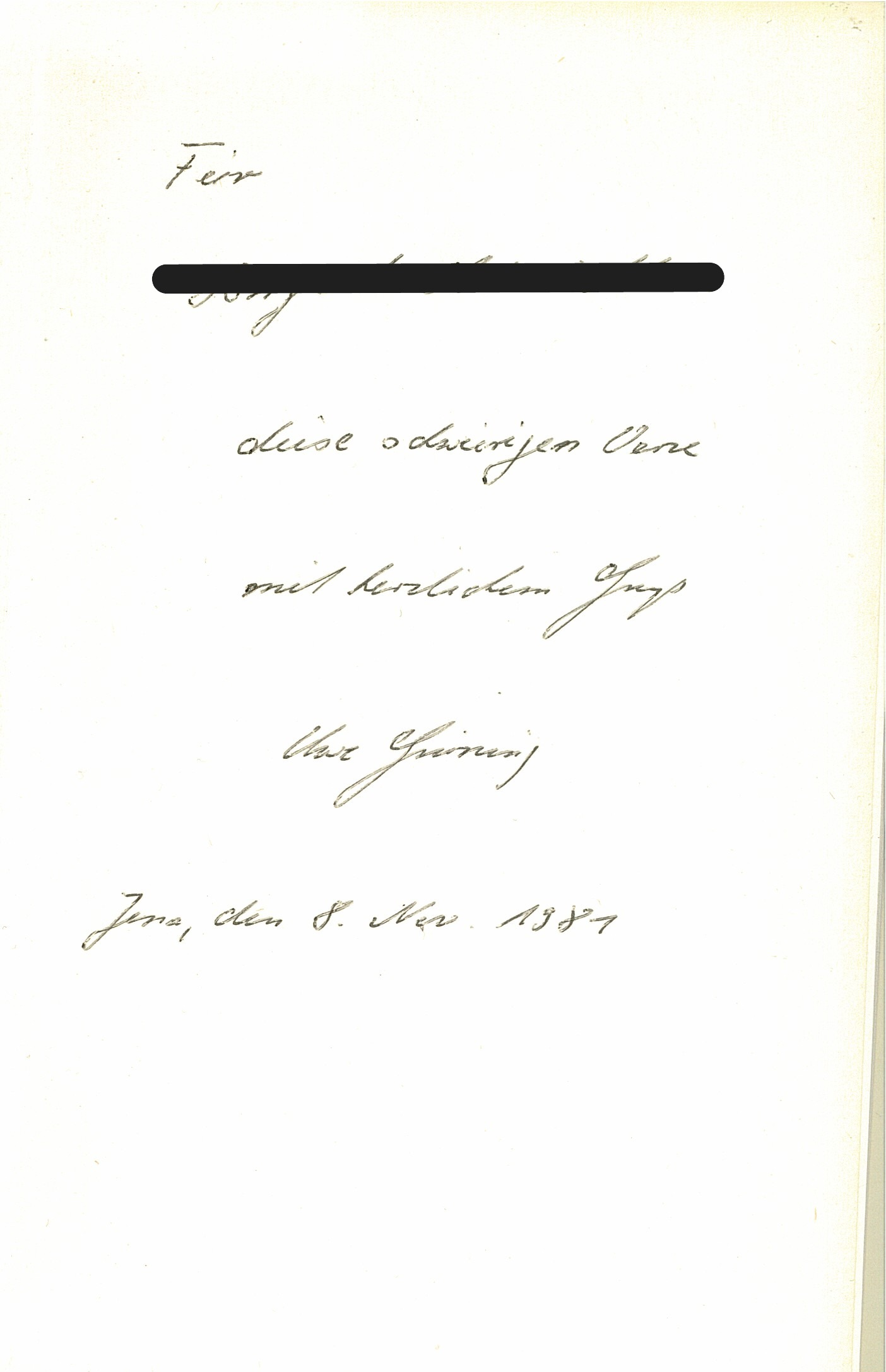
Buchsignatur von Uwe Grüning vom 8. November 1981

Uwe Grüning (* 16. Januar 1942 in Pabianice bei Łódź, Polen (deutsch besetztes Wartheland); † 23. Juli 2024 in Zwickau) war ein deutscher Schriftsteller und Politiker (CDU).

## Leben und Werk

### Biographisches
Grüning wuchs bis 1944 im deutsch besetzten Pabianice bei Łódź (Polen), danach in Callenberg und ab 1951 in Waldenburg bei Glauchau in Sachsen auf. Grüning wohnte 1981–1988 in Greiz, 1988–1993 in Reichenbach im Vogtland und lebte ab 1993 im sächsisch-vogtländischen Neumark.
Uwe Grüning war mit Barbara Grüning († 2023) verheiratet.
Im Juli 2024 verstarb Uwe Grüning im Alter von 82 Jahren in Zwickau.

### Lehrtätigkeit
Grüning studierte von 1960 bis 1966 Fertigungstechnik an der Technischen Hochschule Ilmenau, arbeitete dort anschließend als Assistent und wurde 1970 zum Dr.-Ing. promoviert, danach war er Oberassistent. Von 1975 bis 1982 war er als Fachschullehrer in Jena tätig.

### Schriftstellerisches Werk

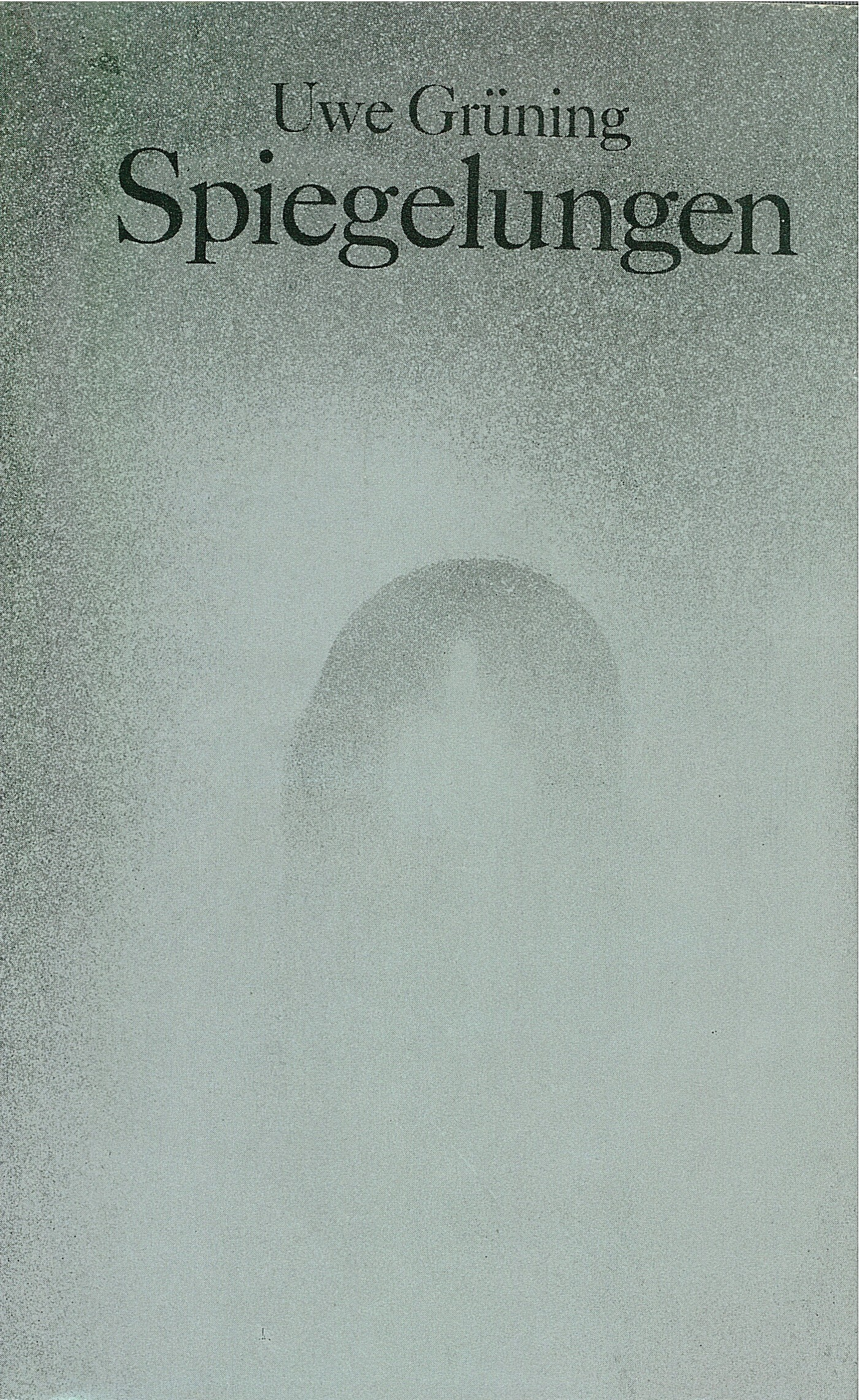
Einbandgestaltung von Jutta Mirtschin der Erstauflage des Lyrikbandes Spiegelungen von 1981

Ab 1966 veröffentlichte er Gedichte, Essays und Erzählungen in Anthologien und Zeitschriften. Ein weiteres literarisches Arbeitsgebiet war die Nachdichtung von Werken u. a. englischer und schottischer, (alt-)französischer, tschechischer und russischer Dichter: Byron, Coleridge, Keats, Wordsworth, Shelley, Guillaume de Machaut, Rimbaud, Karel Toman, Valeri Brjussow, Anna Achmatowa u. v. a. Daneben schrieb er Romane, Hörspiele, Schauspiele, Aphorismen und Biografien. Ab 1982 war er als freier Schriftsteller tätig.

### Politische und öffentliche Ämter
Seit der Wende engagierte sich Grüning in der Politik. Er trat im Dezember 1989 der CDU bei und wurde im Monat darauf stellvertretender Kreisvorsitzender. Von März bis Oktober 1990 war er Mitglied der frei gewählten Volkskammer, dort stellvertretender Vorsitzender der CDU/DA-Fraktion und stellvertretender Vorsitzender des Kulturausschusses. 
Nach der Wiedervereinigung zog er im Oktober 1990 als Abgeordneter der CDU in den Sächsischen Landtag ein, dem er in der 1., 2. und 3. Wahlperiode bis 2004 angehörte. Zugleich war er medienpolitischer Sprecher der CDU-Fraktion und Vorsitzender des Arbeitskreises Wissenschaft, Hochschule, Kultur und Medien der CDU-Fraktion. Grüning war außerdem Gründungsmitglied der Sächsischen Akademie der Künste. 1991 war er Gründungsmitglied der Versammlung der Sächsischen Landesanstalt für privaten Rundfunk und neue Medien (SLM).
Die Übernahme des Amtes als Medienrat verlangte aus rechtlichen Gründen die Niederlegung des Abgeordnetenmandates am 12. Juli 2004 kurz vor Ablauf der 3. Wahlperiode und Konstituierung des Landtags der 4. Wahlperiode. Von 2004 bis 2016 war Grüning Mitglied im fünfköpfigen Medienrat der Sächsischen Landesmedienanstalt. Von 2004 bis 2010 fungierte er zunächst als dessen Vizepräsident, dann bis 2012 als Präsident.

## Veröffentlichungen

### Eigene Schriften
- Erlebtes Hier. Neue Gedichte neuer Autoren. Von Kurt Bartsch, Uwe Grüning u. a. Mitteldeutscher Verlag, Halle (Saale) 1966, OCLC 2807347 (Erstpublikation Grünings[7]). 19672, DNB 456569383.
- Auswahl 68. Neue Lyrik, neue Namen. Ausgew. und mit einem Vorw. von Bernd Jentzsch. Verlag Neues Leben, Berlin 1968, ZDB-ID 539333-4, DNB 573264546, S. 50–54 (Mitautor; im Gedicht „Gesang im Feuerofen“ (Daniel 3,51 LUT) ist in Korrektur eines Druckfehlers zu lesen: „[…] Geschätzt, gewogen: / Die Löwen haben den Krüppel verschmäht, / den Darius ihnen vorwarf. […]“ (Daniel 6,23 LUT)).
- Fahrtmorgen im Dezember. Gedichte. Mit einem Nachwort von Heinz Czechowski und Holzschnitten von Valentin Rothmaler. Union Verlag Berlin, Berlin 1977, DNB 770303404.
- Auf der Wyborger Seite. Roman. Union Verlag Berlin, Berlin 1978, DNB 780362896.
- Hinter Gomorrha. Erzählungen. Union Verlag Berlin, Berlin 1981, DNB 810973545.
- Spiegelungen. Gedichte. Union Verlag Berlin, Berlin 1981, DNB 810702797.
- Laubgehölz im November. Miniaturen. Illustrationen von Gerhard Seidel. Union Verlag Berlin, Berlin 1983, DNB 840265360 (Autobiographisches); 2. Auflage. Ebenda, 1987, ISBN 3-372-00098-6.
- Im Umkreis der Feuer. Gedichte. Union Verlag Berlin, Berlin 1984, DNB 840928629.
- Moorrauch. Essays. Union Verlag Berlin, Berlin 1985, DNB 860526984.
- Das Vierstromland hinter Eden. Roman. Union Verlag Berlin, Berlin 1986, ISBN 3-372-00028-5.[8]
- Innehaltend an einem Morgen. Gedichte. Union Verlag Berlin, Berlin 1988, ISBN 3-372-00099-4.
- Der Weg nach Leiningen. Erzählungen. Mit Illustrationen von Horst Hussel. Union Verlag Berlin, Berlin 1989, ISBN 3-372-00241-5.
- Goethes Garten am Stern. Biographie. Mit 40 Photographien von Jürgen Pietsch. Union Verlag Berlin, Berlin 1989, ISBN 3-371-00205-5.
- Raum seiner Gnade. Bilder romanischer Kirchen in Mitteldeutschland. Text zum Bildband. St. Benno Verlag, Leipzig 1992, ISBN 3-7462-0583-2.
- Elly-Viola Nahmmacher. Ein Leben – Ein Werk. Biografie. Fotografien von Jürgen M. Pietsch. St. Benno Verlag, Leipzig 1992, ISBN 3-7462-1040-2.
- Jena vor uns im lieblichen Tale. Text zum Bildband. Mit Jürgen Michel. Fremdenverkehrsamt der Stadt Jena, Verlagsabt., Jena 1992, ISBN 3-910054-23-4; Jena-Information, Jena 19932, ISBN 3-910054-23-4.
- Landschafts- und Kulturbilder um Jena. Text zum Bildband. Mit Jürgen Michel. Fremdenverkehrsamt der Stadt Jena, Abt. Jena-Werbung, Jena 1993, ISBN 3-910054-27-7.
- Befreundet mit diesem romantischen Tal. Beiträge zum Romantikerkreis in Jena. (Mitautor). Mit Hartwig Schultz und Heinz Härtl. Fremdenverkehrsamt der Stadt Jena, Abt. Jena-Werbung, Jena 1993, ISBN 3-910054-30-7.
- Fragebogen: Zensur. Zur Literatur vor und nach dem Ende der DDR (= Reclam-Bibliothek. Band 1541). Hrsg. von Richard [A.] Zipser. Reclam-Verlag, Leipzig 1995, ISBN 3-379-01541-5, S. 154 f. (Antworten der Autoren, hier: Uwe Grüning).
- Vom Leben des Geistes. Ein Essay. In: Vorträge aus dem Hannah-Arendt-Institut für Totalitarismusforschung e. V. an der TU Dresden. Heft 7. Hrsg. vom Hannah-Arendt-Institut für Totalitarismusforschung. Dresden 1996, ISBN 3-929048-67-1. [Der Vortrag wurde am 12. Dezember 1995 aus Anlass des 20. Todestages von Hannah Arendt gehalten.]
- Grundlose Wanderschaft. Gedichte. Oberbaum Verlag, Chemnitz und Berlin 1996, ISBN 3-928254-52-9.
- Kloster Paulinzella. Essay zum Bildband. Fotografien von Jürgen M. Pietsch. Pietsch, Edition Schwarz-Weiss, Spröda 1999, ISBN 3-00-004050-1.
- Abschied und Willkommen. Goethe-Bilder. Fotografie von Jürgen M. Pietsch. Edition Akanthus, Spröda 1999, ISBN 3-00-004694-1.
- Goethes Haus am Frauenplan. Text zum Bildband. Fotos von Jürgen M. Pietsch. Edition Akanthus, Spröda 1999, ISBN 3-00-004692-5.
- Goethes Gartenhaus. Text zum Bildband. Fotografien von Jürgen M. Pietsch. Pietsch, Edition Schwarz-Weiss, Spröda 1999, ISBN 3-00-004693-3.
- Kloster Jerichow. Essay zum Bildband. Fotografien von Jürgen M. Pietsch. Hrsg. vom Förderverein „Erhaltet Kloster Jerichow!“ e. V. Edition Schwarz Weiss, Spröda 2001, ISBN 3-00-006919-4.
- Doppelkapelle St. Crucis Landsberg. Essay zum Bildband. Fotografien von Jürgen M Pietsch. Pietsch, Edition Schwarz Weiss, Spröda 2002, ISBN 3-00-009297-8.
- Unzeitige Heimkehr: Vignetten und Lebenslandschaften. Radius, Stuttgart 2004, ISBN 3-87173-282-6.
- Bienenkönigin Zeit. Gedichte (= Reihe Zeitzeichen. Literatur im Grauen Hof; eine Lesereihe des Aschersleber Kunst- und Kulturvereins. Heft 21). Verlag Un Art Ig, Aschersleben 2005, ISBN 3-9810379-0-1.
- Schillers Wohnhaus in Weimar. Text zum Bildband. Fotografien von Jürgen M. Pietsch. Edition AKANTHUS, Spröda 2005, ISBN 3-00-015721-2.
- Uwe Grüning. (= Poesiealbum. 280). Märkischer Verlag, Wilhelmshorst 2008, ISBN 978-3-931329-80-8.
- [Aufsatz]. In: ORPHEUS versammelt die Geister – Stimmen aus der Mitte Europas OCLC 699818280 (= [3.] Sonderpublikation von Ostragehege), ISSN 0947-1286. Literarische Arena e. V., Dresden 2005.
- Das romantische Kunstverständnis. In: Ostragehege – Zeitschrift für Literatur und Kunst. Nr. 35. Literarische Arena e. V., Dresden o. J., ISSN 0947-1286.

### Übersetzungen / Nachdichtungen
- Ossip Mandelstam: Der Hufeisenfinder. russisch und deutsch (= Reclams Universal-Bibliothek. Band 612). Aus dem Russischen. Nachdichtungen von Paul Celan, Rainer Kirsch, Hubert Witt, Uwe Grüning, Roland Erb. Mit Auszügen aus Aufsätzen von und über Mandelstam. Hrsg. von Fritz Mierau. Verlag Philipp Reclam jun., Leipzig 1975.
- Jean Arthur Rimbaud: Gedichte. französisch-deutsch. Einmalige bibliophile Ausgabe mit 10 Radierungen und 8 Punzenstichen von Hermann Naumann. Hrsg. von Karlheinz Barck. Verlag Philipp Reclam jun., Leipzig 1976, OCLC 74413900, sowie Claassen, Düsseldorf 1976, ISBN 3-546-47790-1; 1. Auflage (= Reclam-Bibliothek. Band 1271). Verlag Philipp Reclam jun., Leipzig 1989, 3-379-00398-0; 2., veränd. Auflage. Reclam-Verlag, Leipzig 1991, ISBN 3-379-00398-0.
- Valeri Brjussow: Ich ahne voraus die stolzen Schatten. Gedichte. Russisch/Deutsch. Aus dem russischen Original nachgedichtet von Elke Erb, Roland Erb und Uwe Grüning. Hrsg. und mit einem Nachwort versehen von Klaus Städtke. Volk und Welt, Berlin (DDR) 1978, DNB 790006197.
- Anna Achmatowa: Poem ohne Held. Gedichte und Poeme (= Reclams Universal-Bibliothek. Band 795). Aus dem Russischen. Nachdichtung von Heinz Czechowski, Uwe Grüning, Rainer Kirsch und Sarah Kirsch. Interlinearübersetzung von Oskar Törne. Übers. der Prosatexte von Fritz Mierau, Werner Rode und Eckhard Thiele. Hrsg. von Fritz Mierau. Verlag Philipp Reclam jun., Leipzig 1979, DNB 1247650790 (viele Nechauflagen).
- Altfranzösische Liebeslyrik, altfranzösisch und deutsch (= Reclams Universal-Bibliothek. Band 802). Aus dem Altfranzösischen übersetzt von Philipp August Becker und Elisabeth Lea, nachgedichtet von Uwe Grüning. Hrsg. von Elisabeth Lea. Mit 8 Abb. von mittelalterlichen Miniaturen und Wandteppichen und mit Noten zu 5 Liedern. Verlag Philipp Reclam jun., Leipzig 1979, ISBN 3-379-00583-5; 2., durchges. Auflage 1982.
- Ein Ding von Schönheit ist ein Glück auf immer. Gedichte der englischen und schottischen Romantik, englisch und deutsch. Aus dem Englischen. Nachdichtungen von Wolfgang Breitwieser, Günter Deicke, Adolf Endler, Roland Erb, Uwe Grüning, Werner Günzerodt, Helmut T. Heinrich, Stephan Hermlin, Rainer Kirsch, Günter Kunert, Erhard Mehnert, John B. Mitchell, Heinz Piontek, Walter Wilhelm und Hubert Witt. Hrsg. von Horst Höhne. Verlag Philipp Reclam jun., Leipzig 1980, DNB 810098067; Lizenzausgabe, Fourier, Wiesbaden 1981, ISBN 3-921695-41-4; 19832, ISBN 3-921695-41-4. Lizenzausg.: Fourier, Wiesbaden 1981, ISBN 3-921695-41-4. [Der Buchtitel stammt aus einem Vers aus John Keats’ Endymion, Buch I, hier S. 477.]
- Englische Lyrik 1900–1980 (= Reclams Universal-Bibliothek. Band 1019). Aus dem Englischen. Übers. und nachgedichtet von Karl Heinz Berger, Gabriele Bock, Gunter Böhnke, Heinz Czechowski, Susanne Emmrich, Egbert Faas, Erich Fried, Peter Große, Christiane Groß, Uwe Grüning, Kurt Heinrich Hansen, Helmut Heinrich, Eva Hesse, Wolfgang Hilbig, Ernst Jandl, Gerschon Jarecki, Klaus Gunther Just, Erich Kahler, Uwe Kolbe, Jack Mitchell, Bert Noglik, Walther Petri, Richard Pietraß, Heinz Piontek, Odwin Quast, Arno Reinfrank, Jürgen Rennert, Thomas Rosenlöcher, Susanne Schaup, Bernhard Scheller, Christa Schuenke, Martin Seletzki, Klaus-Dieter Sommer, Christoph Sorger, Heide Steiner, Werner Vordtriede, Hannelore Winter, Nora Wydenbruch. Mit 68 Gedichten im Original. Hrsg. von Angus Calder. Verlag Philipp Reclam jun., Leipzig 1983, OCLC 803626177.
- John Keats: Richtmaß des Schönen. Briefe (= Reclams Universal-Bibliothek. Band 1099). Aus dem Englischen. Übers. von Christa Schwenke. Mit Nachdichtungen von Adolf Endler, Uwe Grüning, Stephan Hermlin, Reiner Kirsch, Christa Schuenke. Hrsg. von Horst Höhne. Verlag Philipp Reclam jun., Leipzig 1985, DNB 860591271, OCLC 317858211.
- [Band I:] Die Sonnenuhr. Tschechische Lyrik aus 11 Jahrhunderten. [Band I:] Teil 1 und 2: 10.–19. Jahrhundert. I. Teil: Der Baum das Blattkleid um sich schlingt. 10. bis 18. Jahrhundert. II. Teil: Hadert nicht, daß ich am Bau euch rüttle. 19. Jahrhundert (= Reclams Universal-Bibliothek. Band 1153). Aus dem Tschechischen [von Ludvík Kundera (Interlinearübers.)]. Nachdichtungen von Otto F. Babler, Heinz Czechowski, Elke Erb, Franz Fühmann, Louis Fürnberg, Barbara Grüning, Uwe Grüning, Uwe Kolbe, Kito Lorenc, Walther Petri, Richard Pietraß, Brigitte Struzyk. Übers. der Einleitungen von Karl-Heinz Jähn. Hrsg. von Ludvík Kundera. Verlag Philipp Reclam jun., Leipzig 1987, ISBN 3-379-00045-0 (Band I/II), ISBN 3-379-00043-4 (Band I).
- [Band II:] Die Sonnenuhr. Tschechische Lyrik aus 11 Jahrhunderten. [Band II:] Teil 3: 1900–1950. III. Teil: Verweile, Leben. 1900–1950 (= Reclams Universal-Bibliothek. Band 1154). Aus dem Tschechischen [von Ludvík Kundera (Interlinearübers.)]. Nachdichtungen von Otto F. Babler, Heinz Czechowski, Stefan Döring, Elke Erb, Roland Erb, Franz Fühmann, Louis Fürnberg, Barbara Grüning, Uwe Grüning, Peter Hacks, Uwe Kolbe, Ludvík Kundera, Walther Petri, Richard Pietraß, Odwin Quast, Vilém Reichmann, Jürgen Rennert. Übers. der Einleitungen von Karl-Heinz Jähn. Hrsg. von Ludvík Kundera. Verlag Philipp Reclam jun., Leipzig 1987, ISBN 3-379-00044-2 (Band II).
- Guillaume de Machaut: Lob der Frauen. Hrsg. von Jacqueline Cerquiglini-Toulet. Reclam, Leipzig 1987, ISBN 3-379-00194-5. [Lizenzausg.:] Mit 21 Miniaturen und einer Notenseite aus einer Handschrift des 14. Jahrhunderts. Interlinearübers. aus dem Altfranz. von René Pérennec. Nachdichtungen von Uwe Grüning. Büchergilde Gutenberg, Frankfurt am Main 1988, ISBN 3-379-00194-5.
- Fjodor Tjuttschew. Gedichte (= Poesiealbum. 249, ISSN 1865-5874). Ausw. dieses Heftes: Klaus Müller. Übertr. von Uwe Grüning. Verlag Neues Leben, Berlin 1988, ISBN 3-355-00740-4.
- Afanassi Fet: Gedichte (= Reclam Bibliothek. Band 1358). Russisch und Deutsch. Nachgedichtet von Uwe Grüning. Hrsg. von Klaus Müller mit einer Erzählung und einem Aufsatz des Dichters im Anhang. Übers. von Andreas Tretner. Reclam, Leipzig 1990, ISBN 3-379-00563-0.
- Milan Rúfus: Strenges Brot. Nachdichtungen aus dem Slowak. von Uwe Grüning und Richard Pietraß. Mit einem Nachw. von Manfred Jähnichen und Illustr. von Dušan Kállay. Gollenstein, Blieskastel 1998, ISBN 3-930008-85-8.
- Pejo Jaworow: Den Schatten der Wolken nach. Sammlung letzter Hand. Bulgar. und deutsch. Nachgedichtet und übers. von T. N. Braron, Uwe Grüning u. a. Hrsg. von Norbert Randow. C. Weihermüller, Leverkusen 1999, ISBN 3-929325-04-7.
- Weitere Nachdichtungen in der Reihe Poesiealbum: Heft 145 (1979, David Samoilow), 147 (1979, Julian Przyboś), 151 (1980, Arthur Rimbaud), 157 (1980, Alexander Gerow), 191 (1983, Nikolai Majorow), 201 (1984, Wladimir Semjonowitsch Wyssozki), 217 (1985, Francisco de Quevedo), 229 (1986, Antonio Machado), 240 (1987, Anna Achmatowa), 249 (1988, Fjodor Tjuttschew), 264 (1989, Tadeusz Nowak).

### Herausgeberschaften
- Arthur Schopenhauer: Ich trete die Kelter allein. Aphoristisches aus seinem Werk, ausgewählt von Uwe Grüning. Hrsg. und mit einem Nachw. versehen von Uwe Grüning. Union Verlag Berlin, Berlin 1989, ISBN 3-372-00007-2 (Der Titel ist ein Zitat aus Jesaja 63,3 LUT.).

### Promotionsschrift
- Einige Aspekte der maschinellen technologischen Fertigungsvorbereitung. Diss. vom 20. Mai 1970. Technische Hochschule, Fakultät für Ingenieurwissenschaften, Ilmenau 1970, DNB 482009217.

## Auszeichnungen
- Andreas-Gryphius-Preis der Künstlergilde Esslingen (1997, Förderpreis)
- Eichendorff-Literaturpreis des Wangener Kreises – Gesellschaft für Literatur und Kunst des Ostens e. V. (2005)